# Wjatscheslaw Wiktorowitsch Aksjonow
Wjatscheslaw Wiktorowitsch Aksjonow (russisch Вячеслав Викторович Аксёнов, ukrainisch В’ячеслав Вікторович Аксьонов Wjatscheslaw Wiktorowytsch Aksjonow; * 26. Dezember 1958 in Gastello, Russische SFSR) ist ein russischer Politiker. Er ist Abgeordneter der Legislativversammlung der Stadt Sewastopol.

## Leben
Aksjonow schloss 1980 sein Studium an der Lomonossow-Universität Moskau ab und beendete dort 1983 ein Aufbaustudium mit einem Abschluss in Wirtschaftskybernetik. Er ist Kandidat der Wirtschaftswissenschaften. Von 1983 bis 1991 war er als Dozent für Wirtschaftswissenschaften und Mathematik tätig.
Aksjonow war von 1991 bis 1992 stellvertretender Leiter der Wirtschaftsabteilung der Abteilung für Wohnungswesen und kommunale Dienstleistungen des Exekutivkomitees der Stadt Sewastopol.
Anschließend war er im Bankensektor tätig. 1994 machte er einen Abschluss am American Institute of Banking. Von 1992 bis 1995 war Vorstandsvorsitzender der Bank Tawryka in Sewastopol, von 1996 bis 1998 stellvertretender Direktor der Bank Tawryja in Simferopol und von 1998 bis 2001 wieder Vorstandsvorsitzender von Tawryka. Von 2001 bis 2003 war er stellvertretender Leiter der Sewastopoler Filiale der ukrainischen Raiffeisenbank, von 2004 bis 2009 Vorstandsvorsitzender von Morskoj in Sewastopol, von 2010 bis 2011 Leiter des Regionalbüros Sewastopol der Poltawa-Bank und von 2012 bis 2014 Leiter der Regionaldirektion Krim der Awant-Bank.
Von 1996 bis 2004 war er Präsident der Bankenunion der Krim.
Aksjonow steht auf zwei Sanktionslisten der Ukraine.

## Politik
Nach der Annexion der Krim im März 2014 war er von Juli bis September 2014 Direktor des Ministeriums für Industrie und Landwirtschaft und stellvertretender Gouverneur von Sewastopol.
Bei der Wahl der Legislativversammlung im September 2014 wurde Aksjonow über die Liste von Einiges Russland zum Abgeordneten der Legislativversammlung von Sewastopol gewählt. Er war dort Vorsitzender der Fraktion Einiges Russland und des Haushaltsausschusses.
Für die Wahl der Legislativversammlung 2019 wurde er nicht zum Kandidaten von Einiges Russland gewählt. Stattdessen trat er als Einzelbewerber im Wahlkreis 1 an und wurde nicht gewählt.
Von Januar 2020 bis September 2021 war Aksjonow Leiter der Hauptkontrollabteilung der Stadt Sewastopol.
Bei einer Nachwahl im Wahlkreis 6 am 19. September 2021 wurde er als Kandidat von Einiges Russland wieder zum Abgeordneten der Legislativversammlung gewählt.
Er ist Mitglied von Einiges Russland.

## Auszeichnungen
- Verdienter Ökonom der Autonomen Republik Krim[1]
- Medaille des Ordens „Für Verdienste um das Vaterland“ II. Klasse[4]